# Mary Stävin

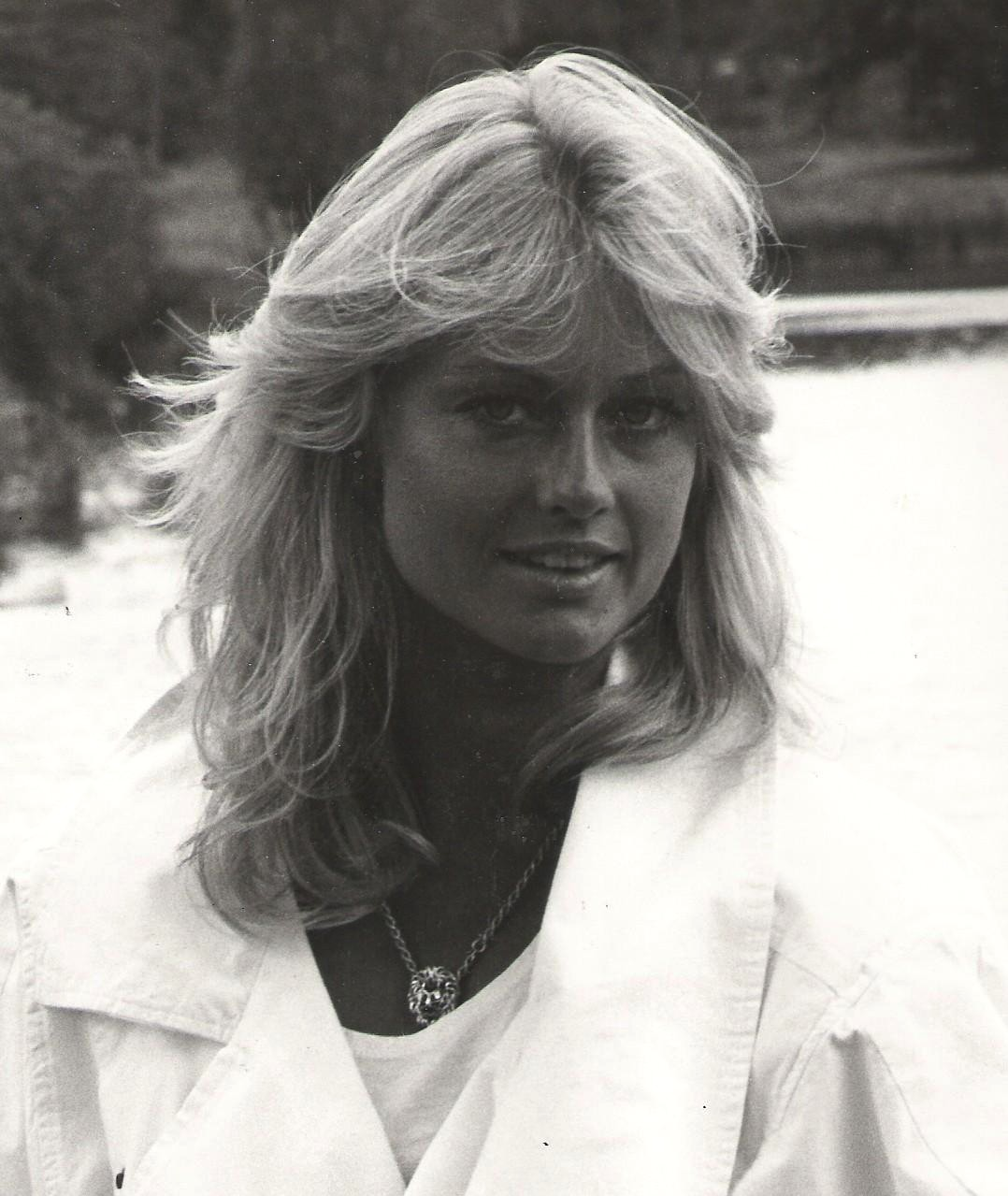
Mary Stavin (1983)

Mary Ann Catrin Stävin (* 20. August 1957 in Örebro) ist eine schwedische Schauspielerin.

## Leben
Stävin wurde 1977 in der Royal Albert Hall in London zur Miss World 1977 gewählt. Seit 1983 tritt sie gelegentlich als Schauspielerin in Erscheinung und war an rund 20 Film- und Fernsehproduktionen beteiligt. Sie spielte eine isländische Geschäftsfrau in der Fernsehserie Twin Peaks und erschien in zwei Videoclips des Musikers Adam Ant.
1980 und 2010 war sie Richterin bei Miss World.
Sie lebt in Los Angeles, ist mit dem britischen Geschäftsmann Nicholas Wilcockson verheiratet und hat eine Tochter.

## Filmografie (Auswahl)
- 1983: James Bond 007 – Octopussy (Octopussy)[1]
- 1985: James Bond 007 – Im Angesicht des Todes (A View to a Kill)[1]
- 1986: House – Das Horrorhaus (House)
- 1987: Open House
- 1987: The Opponent – Sein härtester Gegner (The Opponent)
- 1988: Caddyshack II
- 1988: Top Line – Das Geheimnis des Azteken-Berges (Top Line)
- 1988: Heroin Force (Trappola diabolica)
- 1988: Sein härtester Gegner (Qualcuno pagherà)
- 1989: Born to Win (Born to Fight)
- 1989: The Howling 5 – Das Tier kehrt zurück (Howling V: The Rebirth)
- 1990: Das Geheimnis von Twin Peaks (Twin Peaks, Fernsehserie, 2 Folgen)
- 1993: Parfüm des Todes (Ultimate Desire)
- 1996: The Devil takes a Holiday
- 2018: Barking Mad